# 古田島薫平
古田島 薫平（こだじま くんぺい、1901年7月22日 - 1989年8月23日）は、日本の政治家・実業家である。
元江別町議会議員・第7代江別町長・初代江別市長。関矢孫左衛門の孫。

## 来歴
新潟県北魚沼郡川口村で父 要次郎、母 田鶴の未子として生まれた。薫平は、1886年創立の北越殖民社の株主として名を連ねた実業家だった。
薫平は北海道帝国大学に入学し、農学を修め、1929年3月卒業と同時に、当時、父 要次郎が孫左衛門の跡を継いで社長を務める殖民社に入社、東野幌の筋違に農場を開いた。1934年には、冷水害対策の実現を国等に強く迫る地域の輿望を担って町議会議員に当選した。同年8月、薫平は殖民社の専務取締役に就任し、営農指導に力を注いだ。また、当時実用化の緒についていた町村敬貴創案の土管暗渠に着目し、社の渡辺楽治を介して教えを乞い、施工した。この暗渠の効果は絶大で、その後17年には彼の主唱で野幌土地改良組合を設立、殖民社内50町歩に実施するなど、組織的な土地改良事業の先駆けをなした。
その後1947年4月には、第7代江別町長、1950年7月の市制施行を経て、1959年4月まで初代市長を務めた。1979年3月には、江別市から名誉市民の称号が送られ、1989年8月に死去。市葬が行われた。